# بيومتز ليه لوجيس
بيومتز ليه لوجيس (بالفرنسية: Beaumetz-lès-Loges)‏ هي بلدية تقع في إقليم باد كاليه من منطقة نور با دو كاليه في شمال فرنسا. تبلغ مساحة هذه المدينة 4.98 (كم²)، وترتفع عن سطح البحر 144 م، يبلغ عدد سكانها 964 نسمة حسب إحصاء المعهد الوطني للإحصاء والدراسات الاقتصادية سنة 2009 م. وترأس Aimé Bruneau البلدية خلال فترة (2008-2014).